# JA Solar
JA Solar est une entreprise de fabrication de panneaux photovoltaïques et de composants pour l'énergie solaire.  Elle est basée à Shanghai en Chine. Elle a été créée en 2005 et compte une centaine de distributeurs et grossistes dans le monde.

## Principaux actionnaires
Au 23 mars 2020.
| Zhi Ping He                       | 36,4% |
| Guotai Junan Securities Co        | 4,28% |
| Bosera Asset Management           | 2,29% |
| Zhi Jun Hu                        | 2,14% |
| China Investment Corp             | 1,60% |
| Xiao Juan Yin                     | 1,23% |
| China International Capital       | 0,92% |
| Han Fu Zhou                       | 0,77% |
| Guangdong Fulida Asset Management | 0,74% |
| Zhuo Li                           | 0,67% |